# L'Impero delle Ombre (gruppo musicale)
L'Impero delle Ombre è un gruppo musicale doom metal italiano, formato nel 1995 a Gallipoli, in Puglia.

## Storia
Il gruppo si forma nel 1995 per volere del cantante Giovanni "John Goldfinch" Cardellino, inizialmente come cover band di storiche formazioni come Black Sabbath, Angel Witch, Black Widow, Death SS e Paul Chain Violet Theatre.
Nei primi anni di vita il gruppo è solito esibirsi su un palco cosparso di croci e con travestimenti da film dell'orrore, richiamando l'attitudine su palco dei loro ispiratori Death SS. Questa prima incarnazione non vede ancora coinvolto il chitarrista Andrea Cardellino, fratello minore di Giovanni ai tempi ancora troppo giovane, e non porterà inoltre ad alcuna incisione discografica.
Dopo un temporaneo scioglimento, i due fratelli riformano il progetto conservando il vecchio nome nel 2003, spostandosi a Firenze. Al gruppo si uniscono anche i fratelli Dario ed Enrico Caroli, entrambi ex-Sabotage, impegnati rispettivamente alla batteria e al basso.
L'anno successivo, dopo quasi dieci anni dalla fondazione del gruppo, vede infine la luce l'omonimo debutto edito dalla Black Widow Records di Genova.
La musica dell'Impero delle Ombre si caratterizza per un cantato in lingua madre, per nulla diffuso all'interno della scena doom italiana, specialmente all'epoca in cui uscì. La band stessa ha inoltre etichettato il proprio sound come Cemetery rock, dichiarando di essere fortemente influenzata, oltre che da band metal e doom (Death SS, Black Hole, Paul Chain, Angel Witch, Black Sabbath), dal cinema e dalla letteratura dell'orrore, nonché da importanti realtà della scena progressiva degli anni settanta come Biglietto per l'Inferno, Metamorfosi, Pink Floyd, Jacula, High Tide.
Visto il risultato ottenuto con la prima prova, l'etichetta genovese propone al gruppo di mettersi subito al lavoro per un concept album basato su uno sceneggiato francese degli anni sessanta, I compagni di Baal di Pierre Prèvert, dando un seguito all'operazione effettuata alla fine degli anni novanta da un altro gruppo legato alla Black Widow Records, Il segno del comando, che si era ispirato all'omonimo sceneggiato.
Nel frattempo prosegue l'attività dal vivo e i membri si impegnano in numerosi altri progetti, tra cui il progetto parallelo Witchfield, in collaborazione con Thomas Hand Chaste, noto per aver militato nei Death SS. Nel 2008 esce un singolo in condivisione con i Bud Tribe, primo parto della neonata casa discografica Jolly Rogers Records, che contiene un nuovo brano, Dr. Franky, il cui testo è ispirato al romanzo Frankenstein di Mary Shelley.
Nel 2007 i due fratelli Cardellino fondano, insieme a Thomas Hand Chaste, il progetto Witchfield, autore negli anni di tre album per conto della Black Widow, e nel 2009 avviano con alcuni musicisti salentini un altro progetto parallelo, Homo Erectus, improntato a detta dei partecipanti su uno stoner-doom influenzato da band americane come Saint Vitus, The Obsessed e Trouble e con un singolo 7" in vinile, Pessimist, pubblicato per la New LM Records.
In seguito a numerosi problemi e contrattempi, nel 2011 viene pubblicato il secondo lavoro del gruppo, I compagni di Baal. I testi dei brani riprendono i tratti salienti della trama dell'omonima miniserie. La formazione di questo album comprende Fabius Oliver e Dario Petrelli in sostituzione dei dimissionari fratelli Caroli, e si avvale della collaborazione del tastierista Oleg Smirnoff, in passato membro di Eldritch, Vision Divine e Death SS. Alla seconda voce troviamo inoltre Giusy Cardellino, sorella di Andrea e Giovanni. La versione in CD include la cover di un pezzo dei Black Sabbath, Snowblind come traccia bonus, apparsa anche sulla compilation Hands of Doom.
In questo periodo i fratelli Cardellino fanno diverse collaborazioni amichevoli sui dischi di band della scena underground italiana, come The Providence, I Compagni di Baal, Malanoctem e Visioni Gotiche. Il cantante John Goldfinch è inoltre da tempo attivo talent scout della scena metal e doom indipendente italiana, sempre alla ricerca di interessanti giovani gruppi che traghetta verso etichette italiane.
Nel 2013 esce solo in vinile 12" e a tiratura limitata, per festeggiare i 5 anni dalla fondazione della Jolly Rogers Records, un LP che costituisce una sorta di seguito del singolo split Dr. Franky/Star Driver uscito anni addietro, dal titolo esplicativo L'Impero delle Ombre/Bud Tribe e contenente anche l'inedita Corvi neri.
Nel 2020 la Black Widow Records pubblica il terzo lavoro del gruppo, intitolato Racconti macabri, vol. III.

## Formazione

### Formazione attuale
- Giovanni "John Goldfinch" Cardellino - voce, percussioni (1995-oggi)
- Andrea Cardellino - chitarra elettrica (2003-oggi)

### Ex componenti
- Ilario "Piranha" Suppressa - chitarra e basso (solo dal vivo, 2005-2011)
- Enrico "Henry" Caroli - basso (2003-2005)
- Fabio "Fabius Oliver" Oliveti - basso (2011, studio)
- Stefano "Steve White" Bianchini - basso (2011-2013)
- Dario Caroli - batteria (2003-2006)
- Dario "Peruvian" Petrelli - batteria (2010-2013)
- Sandro "Alexander" Massa - tastiere (2003-2004, studio)
- Oleg Smirnoff - tastiere (2011, turnista)
- Andy Rizzo - tastiere (2009-2013)
- Giusy "Liliana" Cardellino - voce (2011)

## Discografia

### Album studio
- 2004 - L'Impero delle Ombre
- 2011 - I compagni di Baal
- 2020 - Racconti macabri, vol. III

### EP
- 2013 - Corvi neri/Warrior Creed (split con Bud Tribe)

### Singoli
- 2008 - Dr. Franky/Star Rider (split con Bud Tribe)